# Sigge Fürst
Karl Sigurd Tore "Sigge" Fürst, född 3 november 1905 i Johannes församling i Stockholm, död 11 juni 1984 i Danderyds församling, var en svensk skådespelare, sångare, underhållare och programledare. Bland Fürsts filmer märks bland annat Pengar – en tragikomisk saga (1946), Mästerdetektiven Blomkvist (1947), Tappa inte sugen (1947), Flickan från tredje raden (1949), Resan till dej (1953), En lektion i kärlek (1954), Mästerdetektiven Blomkvist lever farligt (1957), Jazzgossen (1958), Fröken Chic (1959) och På en bänk i en park (1960). TV-framträdanden inkluderar Bombi Bitt och jag (1968), Någonstans i Sverige (1973) och Trolltider (1979).

## Biografi
Sigge Fürst föddes som äldste son till poliskonstapeln Karl Fredrik Fürst och hans hustru Emma Maria Elina Mårtensson. Efter studentexamen 1925, och Polisskolan i Stockholm 1925–1927, arbetade Sigge Fürst 1927–1930 som polis i Stockholm,  och besökte sin gamla yrkesroll som polis i flera filmer. Han var den enda skådespelare som var med i alla tre filmerna om Kalle Blomkvist från 1940- och 1950-talen, där han spelade konstapel Björk.
Fürst började 1930 på Oscarsteatern i Stockholm, som då drevs av makarna John och Pauline Brunius tillsammans med Gösta Ekman. Under 1930-talet spelade Fürst revy på Folkets hus-teatern i Stockholm. Han turnerade i folkparkerna från mitten av 1930-talet och mer än 30 år framåt. Han var en mycket uppskattad sångare och gav ut en lång rad grammofonskivor, bland annat "Samling vid pumpen", "Mopedpolska", "Stadsbudsvisan" och "Vi har skjutit en gök".
Sigge Fürst var programledare för det mycket uppskattade radioprogrammet Frukostklubben under hela programmets sändningstid (1946–1949 och 1955–1978). Han medverkade i många filmer och TV-program, till exempel Sigges cirkus 1956–1959, men var framför allt scenartist. 
Från 1940-talet var Fürst anställd på flera av Stockholms privatteatrar – under en lång period på Intima teatern, där han bland annat medverkade i en av Sveriges mesta långkörare, Thehuset Augustimånen, med över 500 föreställningar. Han hade en av huvudrollerna i Tolv edsvurna män.
Fürst anställdes vid Dramaten i början av 1960-talet av Ingmar Bergman. Där spelade han skiftande roller, bland andra Puntila i Bertolt Brechts pjäs Puntila och hans dräng Matti mot Thommy Berggren. Ibland var han tjänstledig från Dramaten och återkom till Oscarsteatern, där han spelade mot Jarl Kulle i My Fair Lady och Hur man lyckas i affärer utan att egentligen anstränga sig. 1979 spelade han den gamle miljonären, Daddy Warbucks, mot bland andra Pernilla Wahlgren i musikalen Annie på Folkan.
Sigge Fürst stod på scenen som Bamsefar i Klas Klättermus några månader före sin bortgång 1984. Han avled i lungcancer. Fürst är begravd på Danderyds kyrkogård.

### Privatliv
Sigge Fürst var gift med Ingrid Wallin från 1935 och är far till Lena Fürst samt två söner. Han var bror till idrottaren Karl-Erik Fürst som bland annat vann SM-guld i ishockey med AIK 1934.

## Filmografi
- 1928 – Hans Kungl. Höghet shinglar
- 1931 – Falska miljonären
- 1931 – Trötte Teodor
- 1931 – Skepparkärlek
- 1932 – Hans livs match
- 1932 – Landskamp
- 1932 – Lyckans gullgossar
- 1932 – Kärlek och kassabrist
- 1932 – Jag gifta mig – aldrig
- 1933 – Tystnadens hus
- 1933 – Giftasvuxna döttrar
- 1933 – Kära släkten
- 1934 – Simon i Backabo
- 1934 – Pettersson - Sverige
- 1934 – Falska Greta
- 1934 – Karl Fredrik regerar
- 1934 – Marodörer
- 1934 – Hon eller ingen
- 1934 – Havets melodi
- 1936 – Samvetsömma Adolf
- 1936 – Kärlek och monopol
- 1936 – 65, 66 och jag
- 1937 – Adolf Armstarke
- 1937 – Häxnatten
- 1937 – En sjöman går iland
- 1937 – Pappas pojke
- 1937 – Pensionat Paradiset
- 1937 – Lyckliga Vestköping
- 1938 – Karriär
- 1938 – Kamrater i vapenrocken
- 1938 – Kustens glada kavaljerer
- 1938 – Herr Husassistenten
- 1939 – Hennes lilla Majestät
- 1940 – Beredskapspojkar
- 1940 – Hjältar i gult och blått
- 1940 – Kronans käcka gossar
- 1940 – Kyss henne!
- 1940 – Karusellen går
- 1940 – Gentleman att hyra
- 1941 – En kvinna ombord
- 1941 – Lärarinna på vift
- 1941 – Göranssons pojke
- 1941 – Ung dam med tur
- 1941 – Dumbo
- 1942 – Olycksfågeln nr 13
- 1943 – Professor Poppes prilliga prillerier
- 1943 – Aktören
- 1943 – Det spökar, det spökar ...
- 1943 – Katrina
- 1943 – Natt i hamn
- 1943 – Prästen som slog knockout
- 1944 – Mitt folk är icke ditt
- 1944 – Excellensen
- 1944 – En dotter född
- 1945 – Vandring med månen
- 1945 – Galgmannen
- 1945 – Skådetennis
- 1945 – Änkeman Jarl
- 1945 – Flickor i hamn
- 1945 – Flickorna i Småland
- 1945 – Pettersson & Bendels nya affärer
- 1946 – Pengar – en tragikomisk saga
- 1946 – Hotell Kåkbrinken
- 1946 – Djurgårdskvällar
- 1946 – Ballongen
- 1946 – 100 dragspel och en flicka
- 1946 – Kärlek och störtlopp
- 1946 – Möte i natten
- 1947 – Tappa inte sugen
- 1947 – Här kommer vi
- 1947 – Tösen från Stormyrtorpet
- 1947 – Mästerdetektiven Blomkvist
- 1947 – Krigsmans erinran
- 1947 – Kronblom
- 1947 – Tant Grön, Tant Brun och Tant Gredelin
- 1948 – Marknadsafton
- 1949 – Pappa Bom
- 1949 – Pippi Långstrump
- 1949 – Kärleken segrar
- 1949 – Greven från gränden
- 1949 – Hin och smålänningen
- 1949 – Flickan från tredje raden
- 1949 – Hur tokigt som helst
- 1949 – Kvinna i vitt
- 1950 – När Bengt och Anders bytte hustrur
- 1950 – Motorkavaljerer
- 1950 – Stjärnsmäll i Frukostklubben
- 1950 – Kastrullresan
- 1950 – När kärleken kom till byn
- 1950 – Terras fönster nr 4
- 1951 – Livat på luckan
- 1951 – Sköna Helena
- 1951 – Så ska vi cykla
- 1951 – Alice i Underlandet
- 1952 – Kronans glada gossar
- 1952 – Adolf i toppform
- 1952 – Säg det med blommor
- 1952 – Snurren direkt
- 1953 – Mästerdetektiven och Rasmus
- 1953 – Sommaren med Monika
- 1953 – I dur och skur
- 1953 – Resan till dej
- 1953 – Kungen av Dalarna
- 1954 – En lektion i kärlek
- 1954 – Storm över Tjurö
- 1954 – Flicka med melodi
- 1954 – Aldrig med min kofot eller Drömtjuven
- 1954 – Salka Valka
- 1955 – Ute blåser sommarvind
- 1955 – Älskling på vågen
- 1955 – Männen i mörker
- 1956 – Ratataa
- 1956 – Lille Fridolf och jag
- 1956 – Egen ingång
- 1956 – Sjunde himlen
- 1956 – Flickan i frack
- 1956 – Litet bo
- 1956 – Syndare i filmparadiset
- 1957 – Sommarnöje sökes
- 1957 – Lille Fridolf blir morfar
- 1957 – Mästerdetektiven Blomkvist lever farligt
- 1957 – Möten i skymningen
- 1958 – Jazzgossen
- 1958 – Flottans överman
- 1959 – Bara en kypare
- 1959 – Fly mej en greve
- 1959 – Fröken Chic
- 1959 – Lejon på stan
- 1959 – Den kära leken
- 1959 – Himmel och pannkaka
- 1959 – Det var en annan historia
- 1960 – På en bänk i en park
- 1960 – Kärlekens decimaler
- 1960 – När mörkret faller
- 1960 – Tärningen är kastad
- 1961 – Pärlemor
- 1961 – Änglar, finns dom?
- 1961 – Briggen Tre Liljor
- 1962 – Raggargänget
- 1962 – Biljett till paradiset
- 1962 – Fru Warrens yrke
- 1963 – Lyckodrömmen
- 1963 – Topaze
- 1964 – Äktenskapsbrottaren
- 1965 – Festivitetssalongen
- 1965 – För vänskaps skull
- 1965 – En kopp te
- 1967 – Lorden från gränden
- 1968 – Skammen
- 1968 – Bombi Bitt och jag (TV-serie)
- 1969 – Klas Klättermus
- 1969 – En passion
- 1970 – Den magiska cirkeln
- 1971 – Amala Kamala
- 1973 – Någonstans i Sverige (TV-serie)
- 1979 – Trolltider (Julkalender)
- 1979 – Bröllopsgåvan
- 1981 – Sopor
- 2003 – Skala 1:1

### Regi
- 1942 – Olycksfågeln nr 13

## Teater

### Roller (ej komplett)
| År   | Roll                                                | Produktion | Regi                | Teater                   |
| ---- | --------------------------------------------------- | --- | ------------------- | ------------------------ |
| 1930 | Chauffören                                          | Farmors revolution Jens Locher                                                                                           | Pauline Brunius     | Oscarsteatern            |
| 1930 | Nils i Söderby                                      | Gustaf Vasa August Strindberg                                                                                            | Gunnar Klintberg    | Oscarsteatern            |
| 1930 |                                                     | En tjuvkomedi Berndt Carlberg                                                                                            | Gösta Ekman         | Oscarsteatern            |
| 1930 | En poliskonstapel                                   | Mordet i andra våningen Frank Vosper                                                                                     | John W. Brunius     | Oscarsteatern            |
| 1931 |                                                     | Anständighetens vällust Luigi Pirandello                                                                                 | Anders de Wahl      | Turné                    |
| 1931 | Sjörövare                                           | Peter Pan J.M. Barrie | Palle Brunius       | Oscarsteatern            |
| 1932 |                                                     | Fanny Marcel Pagnol | Pauline Brunius     | Oscarsteatern            |
| 1932 | En bulgarisk officer                                | Hjältar George Bernard Shaw                                                                                              | John W. Brunius     | Oscarsteatern            |
| 1932 |                                                     | Juvelstölden Ladislas Fodor                                                                                              | Nils Johannisson    | Oscarsteatern            |
| 1932 |                                                     | Den farliga vägen A.A. Milne                                                                                             | Anders de Wahl      | Turné                    |
| 1932 | Gruvfogde, Falu Kopparberg Johan Adler Salvius Holk | Vi Ludvig Nordström | Rudolf Wendbladh    | Helsingborgs stadsteater |
| 1933 | Medverkande                                         | Folkets gröna ängar, revy Åke Söderblom, Herr Dardanell, Sten Axelson, Gösta Chatham                                     | Ragnar Klange       | Folkets hus teater       |
| 1936 | Medverkande                                         | Heja folket, revy Harry Iseborg och Nisse Berggren                                                                       | Ragnar Klange       | Folkets hus teater       |
| 1936 |                                                     | 65, 66 och jag Axel Frische                                                                                              | Ragnar Klange       | Folkets hus teater       |
| 1937 | Schmith                                             | Här kommer jag Axel Frische och Fleming Lynge                                                                            | Ragnar Klange       | Folkets hus teater       |
| 1940 |                                                     | Hatten av för folket |                     | Folkets hus teater       |
| 1942 |                                                     | Blåjackor | Leif Amble-Naess    | Oscarsteatern            |
| 1944 | Jonathan Brewster                                   | Arsenik och gamla spetsar Joseph Kesselring                                                                              | Hasse Ekman         | Oscarsteatern            |
| 1946 | Gangstern                                           | Behärska dig kvinna Stanley Lupino och Edward Horans                                                                     | Johan Jacobsen      | Chinateatern             |
| 1947 | Löfgren                                             | Krigsmans erinran Herbert Grevenius                                                                                      | Henrik Dyfverman    | Blancheteatern           |
| 1947 |                                                     | Lorden från gränden Noel Gay och L. Arthur Rose                                                                          | Nils Poppe          | Södra Teatern            |
| 1948 | Medverkande                                         | Stockholm hela dan, revy Kar de Mumma                                                                                    | Douglas Håge        | Södra Teatern            |
| 1949 | Göran Klerck                                        | De fem fåglarna Staffan Tjerneld                                                                                         | Björn Berglund      | Blancheteatern           |
| 1949 | Sitting Bull                                        | Annie get your gun Irving Berlin, Dorothy Fields och Herbert Fields                                                      | Sven Aage Larsen    | Oscarsteatern            |
| 1952 | George Brackett                                     | South Pacific Richard Rodgers, Oscar Hammerstein och Joshua Logan                                                        | Sven Aage Larsen    | Oscarsteatern            |
| 1953 | Kommissarie Hubbard                                 | Slå nollan till polisen Frederick Knott                                                                                  | Hasse Ekman         | Intiman                  |
| 1953 |                                                     | Den förstenade skogen | Hasse Ekman         | Intiman                  |
| 1954 | Överste Purdy                                       | Thehuset Augustimånen John Patrick                                                                                       | Stig Olin           | Intiman                  |
| 1954 |                                                     | Hjärtats dårar John Patrick                                                                                              | Eva Sköld           | Intiman                  |
| 1956 | Herr van Daan                                       | Anne Franks dagbok Frances Goodrich och Albert Hackett                                                                   | Olof Molander       | Intiman                  |
| 1957 | Brankov                                             | Ninotchka Marc-Gilbert Sauvajon                                                                                          | Sven Lindberg       | Intiman                  |
| 1957 | Statens rättsombud                                  | Domaren Vilhelm Moberg                                                                                                   | Per-Axel Branner    | Intiman                  |
| 1958 | Jonathan Brewster                                   | Arsenik och gamla spetsar Joseph Kesselring                                                                              | Olof Thunberg       | Intiman                  |
| 1958 | Gottwolf Kleminger                                  | Funny Boy, revy Hasse Ekman och Povel Ramel                                                                              | Hasse Ekman         | Idéonteatern             |
| 1959 | Rektor Kuno Lundin                                  | Doktor Kotte slår till eller Siv Olson Hans Alfredson och Tage Danielsson                                                | Per Edström         | Idéonteatern             |
| 1961 |                                                     | Det är aldrig för sent                                                                                                   | Åke Falck           | Intiman                  |
| 1963 | Charles Paumelle, Victors far                       | Victor eller När barnen tar makten Roger Vitrac                                                                          | Mimi Pollak         | Dramaten                 |
| 1963 | SS-man Müller                                       | Svejk i andra världskriget Bertolt Brecht                                                                                | Alf Sjöberg         | Dramaten                 |
| 1963 | Lockit En skådespelare                              | Tiggarens opera John Gay                                                                                                 | Per-Axel Branner    | Dramaten                 |
| 1964 | Regissören                                          | Vår lilla stad | Stig Torsslow       | Dramaten                 |
| 1964 | J. B. Biggley                                       | Hur man lyckas i affärer utan att egentligen anstränga sig Frank Loesser, Abe Burrows, Jack Weinstock och Willie Gilbert | Folke Abenius       | Oscarsteatern            |
| 1964 | Bamsefar                                            | Klas Klättermus | Jackie Söderman     | Dramaten                 |
| 1965 | Kung Ignacy                                         | Yvonne, prinsessa av Bourgogne Witold Gombrowicz                                                                         | Alf Sjöberg         | Dramaten                 |
| 1966 | Puntila                                             | Herr Puntila och hans dräng Matti Bertolt Brecht                                                                         | Alf Sjöberg         | Dramaten                 |
| 1966 | Boger                                               | Rannsakningen | Ingmar Bergman      | Dramaten                 |
| 1966 |                                                     | Å, vilken härlig fred!                                                                                                   | Hans Alfredson      | Dramaten                 |
| 1966 | Alain                                               | Hustruskolan Molière | Ingmar Bergman      | Dramaten                 |
| 1966 | Lysidas                                             | Kritiken över Hustruskolan Molière                                                                                       | Ingmar Bergman      | Dramaten                 |
| 1967 | Farbrodern                                          | Din stund på jorden | Bengt Lagerkvist    | Dramaten                 |
| 1967 | Agamemnon                                           | Troilus och Cressida | Alf Sjöberg         | Dramaten                 |
| 1968 | Cyril Poges                                         | Purpurdamm | Bo Widerberg        | Dramaten                 |
| 1968 | Carlos Homenides de Histangua                       | Leva loppan | Mimi Pollak         | Dramaten                 |
| 1968 | Bernardino                                          | Sommarnöjet | Ralf Långbacka      | Dramaten                 |
| 1968 |                                                     | Alice i Underlandet | Staffan Roos        | Dramaten                 |
| 1968 | Béralde, Argans bror                                | Den inbillningssjuke Molière                                                                                             | Stig Torsslow       | Dramaten                 |
| 1969 | Kaptenen                                            | Woyzeck | Ingmar Bergman      | Dramaten                 |
| 1969 | Krause                                              | Katten i gettot | Frank Sundström     | Dramaten                 |
| 1970 | Rauch                                               | Kasimir och Karoline | Mimi Pollak         | Dramaten                 |
| 1970 | Oronte                                              | Misantropen Molière | Frank Sundström     | Dramaten                 |
| 1970 | Doktor Rance                                        | Vad betjänten såg | Frank Sundström     | Dramaten                 |
| 1971 | Senator Logan                                       | Indianer | Lars Göran Carlson  | Dramaten                 |
| 1971 | Joakim Vaudeville                                   | Modern Stanislaw Ignacy Witkiewicz                                                                                       | Alf Sjöberg         | Dramaten                 |
| 1972 | Grosshandlare Lexow August von Hartmansdorf         | Oskuld och arsenik | Barbro Larsson      | Dramaten                 |
| 1972 | Bäste vännen                                        | Slutet | Frank Sundström     | Dramaten                 |
| 1972 | Kyrkoherden                                         | Don Quijote | Jan-Olof Strandberg | Dramaten                 |
| 1972 | Schnurrer och Professor Autenrieth                  | Hölderlin | Lars Göran Carlson  | Dramaten                 |
| 1973 | Herman Pamp                                         | Pampen | Yngve Gamlin        | Dramaten                 |
| 1973 | Max Harkaway                                        | Mondäna kretsar | Mimi Pollak         | Dramaten                 |
| 1974 | Polonius                                            | Hamlet William Shakespeare                                                                                               | Lars Göran Carlson  | Dramaten                 |
| 1976 | Wilhelm Giesecke                                    | Vita hästen Hans Müller och Ralph Benatzky                                                                               | Jackie Söderman     | Oscarsteatern            |
| 1977 | Överste Pickering                                   | My Fair Lady Frederick Loewe och Alan Jay Lerner                                                                         | Henny Mürer         | Oscarsteatern            |
| 1979 | Oliver Warbucks                                     | Annie Charles Strouse, Thomas Meehan och Martin Charnin                                                                  | Stig Olin           | Folkan                   |
| 1980 | Basil Basilowitsch                                  | Greven av Luxemburg Franz Lehár, Alfred Maria Willner och Robert Bodansky                                                | Ivo Cramér          | Oscarsteatern            |
| 1983 | Bamsefar                                            | Klas Klättermus | Jackie Söderman     | Dramaten                 |

### Regi
| År   | Produktion            | Upphovsmän  | Teater                        |
| ---- | --------------------- | ----------- | ----------------------------- |
| 1938 | Revolution i kåksta'n | Ernst Berge | Vanadislundens teater         |
| 1940 | Café Glada Änkan      | Ernst Berge | Vanadislundens friluftsteater |
| 1941 | Solvallakungen        | Ernst Berge | Vanadislundens friluftsteater |

## Radioteater

### Roller
| År   | Roll                    | Produktion                                    | Regi               |
| ---- | ----------------------- | --------------------------------------------- | ------------------ |
| 1955 | Kriminalassisten Örgren | Hillman och de tre ingenjörerna Folke Mellvig | Carl-Otto Sandgren |

## Priser och utmärkelser
- 1982 – Litteris et Artibus